# Gompholobium simplicifolium
Gompholobium simplicifolium är en ärtväxtart som först beskrevs av Ferdinand von Mueller och Tate, och fick sitt nu gällande namn av Michael Douglas Crisp. Gompholobium simplicifolium ingår i släktet Gompholobium och familjen ärtväxter. Inga underarter finns listade i Catalogue of Life.